# Izaak I Komnen
Izaak I Komnen (ur. ok. 1005, zm. 1061 w Konstantynopolu), cesarz bizantyjski w latach 1057–1059. Pierwszy cesarz z dynastii Komnenów.

## Życiorys
Był synem Manuela Komnena Erotikosa, oficera pod rządami cesarza Bazylego II Bułgarobójcy, i jednej z jego dwóch żon (o nieznanych imionach). Manuel na łożu śmierci w 1020 powierzył dwóch synów Izaaka i Jana opiece cesarza. Jedynym militarnym przedsięwzięciem Izaaka jako cesarza była wyprawa przeciwko Węgrom i Pieczyngom, którzy pustoszyli północne pogranicze cesarstwa. Wkrótce po zakończeniu zwycięskiej kampanii cesarz ciężko zachorował. Uważając chorobę za śmiertelną, wyznaczył na swego następcę Konstantyna Dukasa, pomijając przy tym swego brata Jana. 
Choć choroba nie okazała się śmiertelna, Izaak złożył godność cesarską i wycofał się do klasztoru Studion, gdzie zajął się studiami literackimi. Pozostały po nim komentarze do Iliady i innych dzieł Homera. Zmarł w roku 1061.
Wielką zasługą Izaaka jako cesarza było wzmocnienie władzy cesarskiej, ustabilizowanie sytuacji ekonomicznej państwa oraz zadbanie o obronę zewnętrznych granic imperium. Przeprowadzone przez niego reformy, choć nie spotkały się ze zrozumieniem zarówno duchowieństwa jak też prostego ludu, odsunęły na pewien czas postępującą erozję Bizancjum.

## Rodzina
Żoną Izaaka była Katarzyna Bułgarska (późniejsza zakonnica znana jako Xene), córka Iwana Władysława. Para miała razem co najmniej 2 dzieci:
- Manuela Komnena (zm. przed 1059),
- Marię Komnenę, zakonnicę.